# Saint-Gobain (plaats)
Saint-Gobain is een gemeente in het Franse departement Aisne (regio Hauts-de-France). De plaats maakt deel uit van het arrondissement Laon. Saint-Gobain telde op 1 januari 2022 2.313 inwoners.

## Geografie
De oppervlakte van Saint-Gobain bedraagt 29,73 km², de bevolkingsdichtheid is 77 inwoners per km² (per 1 januari 2019).
De onderstaande kaart toont de ligging van Saint-Gobain met de belangrijkste infrastructuur en aangrenzende gemeenten.

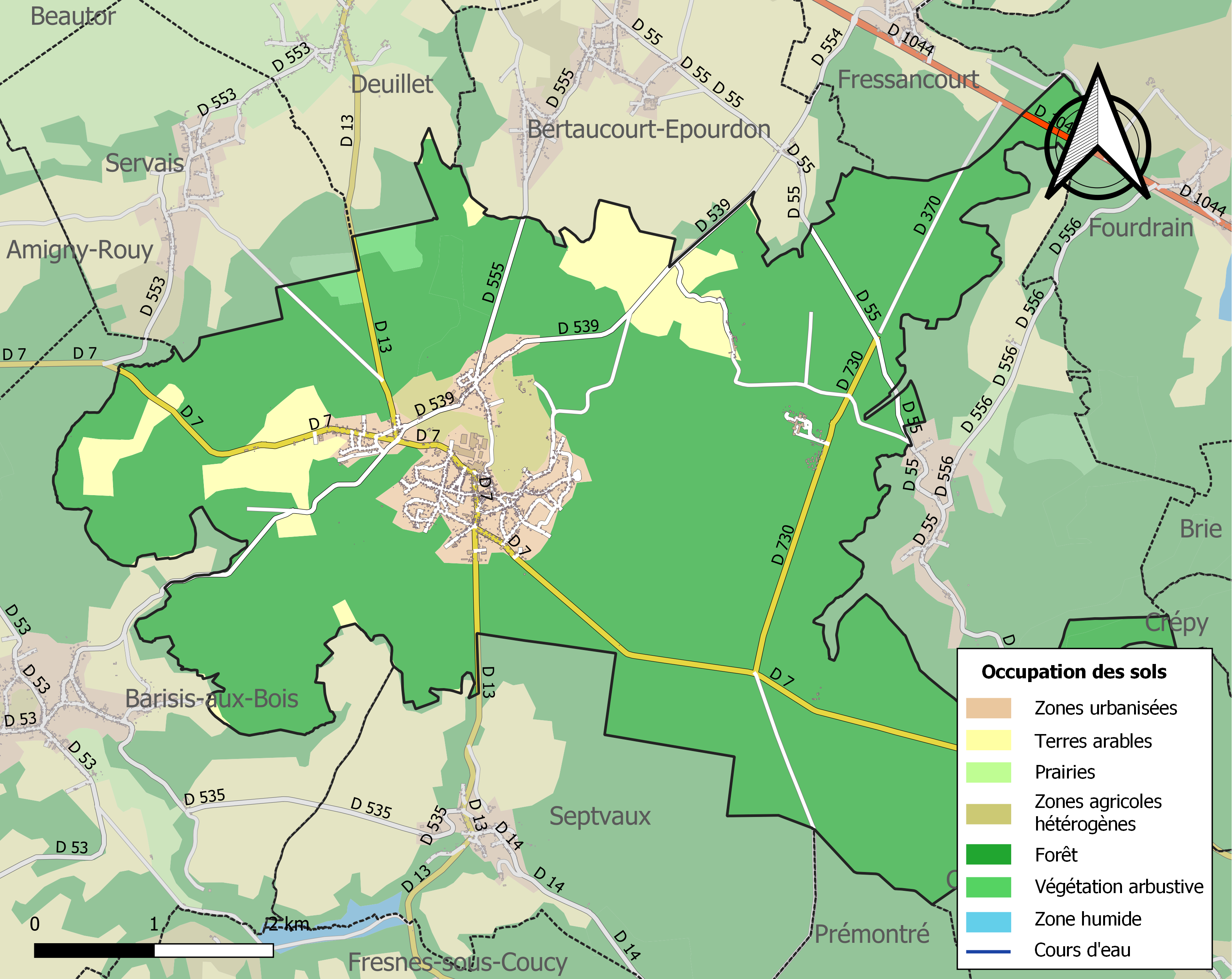

## Economie
In 1692 werd in het verlaten kasteel van Saint-Gobain de Manufacture royale des Grandes Glaces opgestart, waaraan het latere glasconcern Saint-Gobain haar naam te danken heeft. De fabriek ontwikkelde zich en leverde in 1986 nog het glas voor de piramide van het Louvre. In 1993 werd bekendgemaakt dat de fabriek zou sluiten en op 31 december 1995 verdween de laatste activiteit van deze historische vestiging.

## Demografie
Onderstaande figuur toont het verloop van het inwonertal (bron: INSEE-tellingen).
Vanwege een beveiligingsprobleem met de MediaWiki Graph-software is het momenteel niet mogelijk deze grafiek weer te geven. Zodra de software is bijgewerkt zal de grafiek vanzelf weer zichtbaar worden.